# Norman Johnson (Mathematiker)

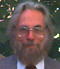
Norman Johnson

Norman Johnson (* 12. November 1930; † 13. Juli 2017) war ein US-amerikanischer Mathematiker. Er wurde 1966 an der University of Toronto bei H. S. M. Coxeter promoviert (The theory of uniform polytopes and honeycombs). Er war Professor für Mathematik am Wheaton College in Norton (Massachusetts).
Johnson listete 1966 die Johnson-Körper (Johnson Solids) auf, 92 konvexe nicht-uniforme Polytope mit regulären Seiten. Wiktor Salgaller bewies 1969 deren Vollständigkeit, die Johnson vermutet hatte.

## Schriften (Auswahl)
- Convex Polyhedra with Regular Faces, in: Canadian Journal of Mathematics 18, 1966, S. 169–200